# 水木茂远野物语
水木茂远野物语（水木しげるの遠野物語）是基于柳田國男原著的遠野物語，原画水木茂所画的日本的漫画作品。于小学馆的Big Comic2008年14号至2009年23号期间连载。
在远野市市立博物馆里面有上映其改编动画。

## 遠野物語100周年記念
2010年遠野物語100周年纪念另外，遠野市立博物館内透露、本作的动画作品在館内上映（詳細看後述）。在同館展开本作的原画展。

## 主要登场人物
水木茂

柳田國男

佐佐木喜善

山女

山男

座敷童子

怪立

河童

迷途之家

御白樣

天狗

山神

狐

雪女

山姥

## 单行本
《BIG COMICS》名义发行，2010年1月，ISBN 9784091828798

## 动画版
《遠野物語》的章节、，被改编为动画于2010年4月24日在远野市市立博物馆常设上映。

### 制作人员
- 编导：Gyarmath Bogdan（日语：ギャルマト・ボグダン）
- 导演：石美育
- 剧本：成田良美
- 动画制作：东映动画
- 制作：小學館集英社製作

### 演员
- 羽佐间道夫（日语：羽佐間道夫）
- 野沢雅子